# Енциклопедія гірничої механіки

Енциклопедія гірничої механіки.

Енциклопедія гірничої механіки — перше вітчизняне універсальне видання з історії виникнення, етапів розвитку і сучасного стану гірничої механіки. Енциклопедія 2-томна. Охоплює дані про обладнання, технологічні процеси в гірничій механіці. Описано біографії 1100 видатних гірничих механіків, організаторів гірничої науки з 18 ст. по наші дні. Відображена діяльність гірничих ВНЗ та профільних кафедр. Автори: Грядущий Б. А., Коваль А. М., Манець І. Г., Мялковський В. І.